# 9. maj
9. maj je 129. dan leta (130. v prestopnih letih) v gregorijanskem koledarju. Ostaja še 236 dni.

## Dogodki
- 1000 – Benečani pod vodstvom doža Pietra II. Orseola premagajo hrvaške pirate v Dalmaciji
- 1502 – Krištof Kolumb odpluje na zadnje, četrto, potovanje v Novi svet
- 1788 – britanski parlament odpravi trgovanje s sužnji
- 1857 – upor indijskih sepojev (najemniških vojakov) proti Britancem
- 1864 – bitka za Helgoland med Dansko in Nemčijo
- 1869 – šesti tabor v Kalcah
- 1876 – Nikolaus Otto prvič uspešno preizkusi štiritaktni motor z notranjim zgorevanjem
- 1926 – Richard Evelyn Byrd in Floyd Benett preletita Severni tečaj
- 1927 – s preselitvijo parlamenta iz Melbourna, postane Canberra prestolnica Avstralije
- 1936 – Italija anektira Etiopijo
- 1941 – Francija in Japonska podpišeta ozemeljski sporazum v Tokiju
- 1942 – začetek sovjetske ofenzive na Harkov
- 1944 – Rdeča armada osvobodi Sevastopol
- 1945:
  - Rdeča armada vkoraka v Prago
  - uraden konec 2. svetovne vojne
  - general Alexander Löhr, poveljnik nemške armadne skupine E pri Topolšici podpiše brezpogojno vdajo nemških zasedbenih oboroženih sil, konec 2. svetovne vojne v Sloveniji
  - partizanske enote vkorakajo v Ljubljano
- 1950 – francoski zunanji minister Robert Schuman prebere Schumanovo deklaracijo, kar velja za prvi korak k Evropski uniji
- 1952 – razpuščena cona A Svobodnega tržaškega ozemlja
- 1957 – avstrijski šolski minister Heinrich Drimmel je podpisal odlok o ustanovitvi celovške slovenske gimnazije
- 1960 – ZDA kot prva država legalizira kontracepcijske tabletke
- 1969 – ustanovljen Radio Študent Ljubljana
- 1994 – Nelson Mandela priseže kot prvi temnopolti predsednik Južnoafriške republike
- 2004 – ustanovljena Slovenska filatelistična akademija

## Rojstva
- 1147 – Minamoto Joritomo, japonski šogun († 1199)
- 1170 – Valdemar II., danski kralj († 1241)
- 1800 – John Brown, ameriški abolicionist († 1859)
- 1837 – Adam Opel, nemški industrialec († 1895)
- 1860 – James Matthew Barrie, škotski pisatelj, dramatik († 1937)
- 1874 – Howard Carter, britanski arheolog († 1939)
- 1883 – José Ortega y Gasset, španski filozof, pisatelj († 1955)
- 1892 – Danilo Lokar, slovenski pisatelj († 1989)
- 1907 – Baldur Benedikt von Schirach, nemški nacistični politik († 1974)
- 1921 – Sophie Scholl, nemška upornica († 1943)
- 1928 – Pancho González, ameriški tenisač († 1995)
- 1942 – John Ashcroft, ameriški politik
- 1945 – Jupp Heynckes, nemški nogometaš in trener
- 1946 – Candice Bergen, ameriška filmska igralka
- 1949 – Billy Joel, ameriški pop pevec
- 1963 – Sanja Doležal, hrvaška pevka (Novi fosili)
- 1965 – Steve Yzerman, kanadski hokejist
- 1967:
  - Nataša Bokal, slovenska smučarka
  - Toni Tišlar, slovenski hokejist
- 1968 :
  - Hardy Krüger mlajši, nemški filmski in televizijski igralec
  - Nataša Pirc Musar, slovenska pravnica in novinarka
- 1971 – Tanja Fajon, slovenska političarka in nekdanja novinarka
- 1975 – Darko Krajnc, slovenski politik, socialni delavec
- 1977 – Marek Jankulovski, češki nogometaš
- 1981 – Dejan Levanič, slovenski politik

## Smrti
- 1280 – Magnus VI., norveški kralj (* 1238)
- 1315 – Hugo V., burgundski vojvoda (* 1294)
- 1382 – Margareta I., burgundska grofica (* 1309)
- 1446 – Marija iz Enghiena, neapeljska kraljica (* 1367)
- 1707 – Dietrich Buxtehude, danski organist, skladatelj (* 1637)
- 1760 – Nikolaus Ludwig von Zinzendorf, nemški prenovitelj (* 1700)
- 1789 – Jean-Baptiste Vaquette de Gribeauval, francoski general, inženir (* 1715)
- 1805 – Johann Christoph Friedrich von Schiller, nemški pesnik, dramatik, zgodovinar in filozof (* 1759)
- 1903 – Eugène Henri Paul Gauguin, francoski slikar (* 1848)
- 1914 – Paul Héroult, francoski znanstvenik  (* 1863)
- 1931 – Albert Abraham Michelson, nemško-ameriški fizik, nobelovec 1907 (* 1852)
- 1949 – Louis II., monaški knez (* 1870)
- 1977 – James Jones, ameriški pisatelj (* 1921)
- 1978 – Aldo Moro, italijanski predsednik vlade (tega dne najden mrtev) (* 1916)
- 1986 – Tenzing Norgay, nepalski šerpa (* 1914)
- 1999 – Božidar Kantušer, slovenski skladatelj (* 1921)

## Prazniki in obredi
- Evropska unija – dan Evrope
- Ljubljana – dan zmage nad fašizmom
- Srbija – dan zmage nad fašizmom
- Rusija – dan zmage
- dan zračne obrambe Slovenske vojske
- Armenija – dan zmage in miru
- Radio Študent Ljubljana - rojstni dan Radia Študent